# 薄箨茶竿竹
薄箨茶竿竹（学名：Pseudosasa amabilis var. tenuis）为禾本科茶秆竹属下的一个变种。